# Megan Boone
Megan Boone (Petoskey, 29 de abril de 1983) é uma atriz estadunidense. Ficou mais conhecida após interpretar a agente Elizabeth Keen, em The Blacklist.

## Infância e educação
Boone nasceu em Petoskey, Michigan e foi criada em The Villages, Flórida. Seus pais se mudaram para lá quando ela era criança para ficar mais perto de seus avós. Seu avô, H. Gary Morse, foi o desenvolvedor do The Villages; e sua mãe, Jennifer Parr, é a diretora de vendas. Boone diz que ela era "viciada" em atuar aos sete anos, quando seus avós a levaram para Nova York para ver uma peça na Broadway estrelada por Nathan Lane.
Boone estudou interpretação na Belleview da High School, onde se formou em 2001. Em 2005, ela se formou na Universidade do Estado da Flórida em artes cênicas. Boone estudou com Jane Alexander e Edwin Sherin no Asolo Repertory Theatre e fez um workshop com o dramaturgo Mark Medoff. Boone credita Alexander por influenciá-la a continuar atuando, embora ela considerasse desistir no início de sua carreira. No final de 2017, começou a estudar para um MBA em Sustentabilidade no Bard College.

## Carreira
Na TV começou em 2008 em episódios dos seriados The Cleaner e Cold Case. Em 2010 integrou com alguma regularidade Law & Order: Los Angeles, e desde setembro de 2013 integra o elenco principal da série The Blacklist.
Em cinema estreou My Bloody Valentine 3D de 2009.

## Vida Pessoal
Em novembro de 2015, o representante de Boone confirmou que ela e o artista Dan Estabrook estavam esperando seu primeiro filho juntos. Em janeiro de 2016, durante uma aparição no programa de "Live! with Kelly and Michael", Boone revelou que ela e Estabrook estavam noivos e esperando uma menina. Boone deu à luz uma filha em abril.

## Filmografia

### Cinema
| Ano  | Título                               | Papel          | Nota                                          |
| ---- | ------------------------------------ | -------------- | --------------------------------------------- |
| 2001 | Elijah                               | Abigail        | Curta-metragem                                |
| 2007 | The Mustachioed Bandit Meets His End | Kate           |                                               |
| 2009 | My Bloody Valentine 3D               | Megan          |                                               |
| 2010 | The Myth of the American Sleepover   | Kerri Sullivan |                                               |
| 2010 | Eggshells for Soil                   | Professora     | Também diretora e produtora                   |
| 2010 | Sex and the City 2                   | Allie          |                                               |
| 2012 | Step Up Revolution                   | Claire Asa     |                                               |
| 2012 | About Cherry                         | Jake           |                                               |
| 2012 | Leave Me Like You Found Me           | Erin           | Prêmio Gen Art Film Festival por melhor atriz |
| 2013 | Welcome to the Jungle                | Lisa           |                                               |
| 2013 | Family Games                         | Sloane         | Filme lançado em 2018                         |

### Televisão
| Abos      | Título                    | Papel                                         | Notas                                     |
| --------- | ------------------------- | --------------------------------------------- | ----------------------------------------- |
| 2008      | The Cleaner               | Rae                                           | Episódio: "Five Little Words"             |
| 2008      | Cold Case                 | Helen McCormick '60                           | Episódio: "Wings"                         |
| 2010      | Harvard Medical School    | Nell Larson                                   | Episódio piloto de tv que não foi vendido |
| 2010      | HMS: White Coat           | Nell Larson                                   | Telefilme                                 |
| 2010–2011 | Law & Order: LA           | DDA Lauren Stanton                            | 7 episódios                               |
| 2013      | Blue Bloods               | Detetive Candice McElroy                      | 2 episódios                               |
| 2013–2021 | The Blacklist             | Elizabeth Keen                                | 147 episódios                             |
| 2014      | Robot Chicken             | Hannah Horvath / Kelly Garrett / Zira / Angie | 2 episódios                               |
| 2017      | The Blacklist: Redemption | Elizabeth Keen                                | 2 episódios                               |
| 2023      | Accused                   | Jenny                                         | [ 14 ]                                    |